# Krönika över de tre kungadömena
Krönika över de tre kungadömena (traditionell kinesiska: 三國志?, förenklad kinesiska: 三国志?, pinyin: Sānguó Zhì, Wade-Giles: Sanguo Chih) är den officiella och auktoritativa historiska texten om perioden De tre kungadömena, och täcker Kinas historia från år 189 till 280. Verket författades av Chen Shou någon gång under 200-talet. Verket samlar de mindre historierna om de rivaliserande staterna Wei, Shu och Wu under De tre kungadömena i en enda text och såvitt man vet basen för den senare, mer populära historiska romanen Sagan om de tre kungarikena under 1300-talet.